# Archidiocèse de Kisangani
L’archidiocèse de Kisangani est une circonscription ecclésiastique de l'Église catholique en République démocratique du Congo. Son siège est à la cathédrale Notre-Dame-du-Très-Saint-Rosaire de Kisangani, anciennement Stanleyville.

## Historique
La préfecture apostolique de Stanley Falls a été fondée en 1904 ; elle devient vicariat apostolique de Stanley Falls en 1908, puis vicariat apostolique de Stanleyville en 1949. Le vicariat apostolique de Stanleyville est élevé au rang d'archidiocèse le 10 novembre 1959. Lorsque Stanleyville devient Kisangani en 1966, l'archidiocèse change également de nom.

## Liste des ordinaires

### Préfet apostolique de Stanley Falls
- Émile Grison, S.C.I. † (3 août 1904 - 12 mars 1908)

### Vicaires apostoliques de Stanley Falls
- Émile Grison, S.C.I. † (12 mars 1908 - 28 mars 1933)
- Camille Verfaillie, S.C.I. † (1er février 1934 - 10 mars 1949)

### Vicaires apostoliques de Stanleyville
- Camille Verfaillie, S.C.I. † (10 mars 1949 - mars 1958)
- Nicolas Kinsch, S.C.I. † (7 mai 1958 - 10 novembre 1959)

### Archevêque de Stanleyville
- Nicolas Kinsch, S.C.I. † (10 novembre 1959 - 30 mai 1966)

### Archevêques de Kisangani
- Nicolas Kinsch, S.C.I. † (30 mai 1966 - 26 septembre 1967)
- Augustin Fataki Alueke † (26 septembre 1967 - 1er septembre 1988), premier ordinaire d'origine congolaise
- Laurent Monsengwo Pasinya (1er septembre 1988 - 6 décembre 2007), nommé archevêque de Kinshasa]
- Marcel Utembi Tapa, depuis le 28 novembre 2008

### Évêques auxiliaires
- Alphonse-Marie Runiga Musanganya (3 mai 1979 - 4 septembre 1980), nommé évêque de Mahagi-Nioka
- Laurent Monsengwo Pasinya (7 avril 1981 - 1er septembre 1988), nommé archevêque de Kisangani
- Lénard Ndjadi Ndjate, M.C.C.J. (depuis le 13 mai 2023)